# Siempre Tuya Desde La Raíz
„Siempre Tuya Desde La Raíz” este un cântec al interpretei mexicane Paulina Rubio. Acesta fost compus de Cesar Lemos, Karla Aponte și Rodolfo Castillo pentru cel de-al patrulea material discografic de studio al artistei, Planeta Paulina. „Siempre Tuya Desde La Raíz” a fost lansat ca primul disc single al albumului în anul 1996.
Cântecul a urcat până pe locul 3 în țara natală a lui Rubio, Mexic, fiind cea mai bine clasată înregistrare de pe albumul Planeta Paulina.

## Clasamente
| Clasament           | Poziția maximă | Referință |
| ------------------- | -------------- | --------- |
| Mexic Singles Chart | 3              | [ 2 ]     |